# Division 1 i innebandy för herrar 1993/1994
Division 1 i innebandy för herrar 1993/1994 var Sveriges högsta division i innebandy för herrar för säsongen 1993/1994. Division 1 bestod av fyra serier (norra, västra, östra, södra) som vardera bestod av 10 lag. De två främsta i varje serie gick vidare till slutspel om svenska mästerskapet, medan de två sämsta i varje serie flyttades ner och lag 8. Fornudden IB blev svenska mästare efter finalseger mot IBK Lockerud med 2-0 i matcher.

## Division 1 Norra
Lag 1–2: Slutspel.
Lag 7: Kvalspel.
Lag 8–10: Nedflyttade.
|     | Division 1 Norra | SM | V  | O | F | GM | IM | MS  | P  |
| --- | ---------------- | -- | -- | - | - | -- | -- | --- | -- |
| 1.  | Örnsköldsviks SK | 18 | 10 | 3 | 5 | 77 | 58 | +19 | 23 |
| 2.  | Guldstaden IB    | 18 | 8  | 5 | 5 | 79 | 67 | +12 | 21 |
| 3.  | Åkersberga IBF   | 18 | 9  | 3 | 6 | 82 | 81 | +1  | 21 |
| 4.  | Umeå IBK         | 18 | 8  | 4 | 6 | 69 | 62 | +7  | 20 |
| 5.  | Järfälla IBK     | 18 | 8  | 4 | 6 | 62 | 59 | +3  | 20 |
| 6.  | VK Rasket        | 18 | 6  | 4 | 8 | 56 | 63 | –7  | 16 |
| 7.  | Umeå City SK     | 18 | 6  | 4 | 8 | 65 | 81 | –16 | 16 |
| 8.  | IBK Sundsvall    | 18 | 6  | 3 | 9 | 64 | 59 | +   | 15 |
| 9.  | Björkebergs IBK  | 18 | 4  | 6 | 8 | 77 | 82 | –5  | 14 |
| 10. | IKSU             | 18 | 5  | 4 | 9 | 49 | 68 | –19 | 14 |

Plac. = Placering, S = Spelade, V = Vinster, O = Oavgjorda, F = Förluster, +/- = Gjorda mål - Insläppta mål, MSK = Målskillnad, P = Poäng

## Division 1 Västra
Lag 1–2: Slutspel.
Lag 7: Kvalspel.
Lag 8–10: Nedflyttade.
|     | Division 1 Västra | SM | V  | O | F  | GM | IM | MS  | P  |
| --- | ----------------- | -- | -- | - | -- | -- | -- | --- | -- |
| 1.  | IBK Lockerud      | 18 | 10 | 6 | 2  | 79 | 54 | +25 | 26 |
| 2.  | IBF NB 87         | 18 | 11 | 3 | 4  | 81 | 58 | +23 | 25 |
| 3.  | KFUM Örebro       | 18 | 10 | 4 | 4  | 72 | 62 | +55 | 22 |
| 4.  | IBK Strandgården  | 18 | 10 | 2 | 6  | 72 | 62 | +5  | 27 |
| 5.  | Sjöstad IF        | 18 | 8  | 5 | 5  | 70 | 62 | +8  | 21 |
| 6.  | Hammarö IBK       | 18 | 9  | 1 | 8  | 78 | 63 | +15 | 19 |
| 7.  | Karlskoga IF      | 18 | 5  | 5 | 8  | 75 | 84 | –9  | 15 |
| 8.  | Stenungsunds IBK  | 18 | 3  | 6 | 9  | 73 | 93 | –12 | 20 |
| 9.  | Örebro SK         | 18 | 2  | 4 | 12 | 53 | 81 | –28 | 8  |
| 10. | IKSU              | 18 | 3  | 2 | 13 | 61 | 90 | –29 | 8  |

Plac. = Placering, S = Spelade, V = Vinster, O = Oavgjorda, F = Förluster, +/- = Gjorda mål - Insläppta mål, MSK = Målskillnad, P = Poäng

## Division 1 Östra
Lag 1–2: Slutspel.
Lag 7: Kvalspel.
Lag 8–10: Nedflyttade.
|     | Division 1 Östra     | SM | V  | O | F  | GM | IM | MS  | P  |
| --- | -------------------- | -- | -- | - | -- | -- | -- | --- | -- |
| 1.  | Balrog IK            | 18 | 14 | 0 | 4  | 94 | 60 | +34 | 28 |
| 2.  | Fornudden IB         | 18 | 12 | 3 | 3  | 83 | 51 | +32 | 27 |
| 3.  | Hagsätra IBK         | 18 | 8  | 4 | 6  | 77 | 65 | +12 | 20 |
| 4.  | Kista IBK            | 18 | 6  | 6 | 6  | 83 | 77 | +6  | 18 |
| 5.  | Kolarbyn/Fagersta IF | 18 | 8  | 1 | 9  | 60 | 76 | –16 | 17 |
| 6.  | Storviks IF          | 18 | 6  | 4 | 8  | 57 | 67 | –10 | 16 |
| 7.  | Tomasgårdens IF      | 18 | 6  | 2 | 10 | 80 | 90 | –10 | 14 |
| 8.  | Mora IBK             | 18 | 6  | 2 | 10 | 70 | 88 | –18 | 14 |
| 9.  | IF Domnarvet         | 18 | 7  | 0 | 11 | 59 | 79 | –20 | 14 |
| 10. | Hölö SK              | 18 | 5  | 2 | 11 | 83 | 93 | –10 | 12 |

Plac. = Placering, S = Spelade, V = Vinster, O = Oavgjorda, F = Förluster, +/- = Gjorda mål - Insläppta mål, MSK = Målskillnad, P = Poäng

## Division 1 Södra
Lag 1–2: Slutspel.
Lag 7: Kvalspel.
Lag 8–10: Nedflyttade.
|     | Division 1 Södra  | SM | V  | O | F  | GM | IM | MS  | P  |
| --- | ----------------- | -- | -- | - | -- | -- | -- | --- | -- |
| 1.  | Jönköpings IK     | 18 | 13 | 1 | 4  | 71 | 46 | +25 | 27 |
| 2.  | Carlskrona IF     | 18 | 10 | 4 | 4  | 88 | 56 | +32 | 24 |
| 3.  | Warbergs IC 85    | 18 | 11 | 2 | 5  | 74 | 59 | +15 | 24 |
| 4.  | Pixbo IBK         | 18 | 9  | 3 | 6  | 85 | 76 | +9  | 21 |
| 5.  | Öxabäck/Mark IF   | 18 | 8  | 2 | 8  | 65 | 64 | +1  | 18 |
| 6.  | Vimmerby IBK      | 18 | 8  | 2 | 8  | 78 | 78 | 0   | 18 |
| 7.  | Viskan HBK        | 18 | 7  | 3 | 8  | 74 | 83 | –9  | 17 |
| 8.  | IBK Sundsvall     | 18 | 6  | 1 | 11 | 61 | 79 | –18 | 13 |
| 9.  | Robertshöjds IBK  | 18 | 4  | 3 | 11 | 60 | 87 | –27 | 11 |
| 10. | Tabergsdalens IBK | 18 | 2  | 3 | 11 | 56 | 84 | –28 | 7  |

Plac. = Placering, S = Spelade, V = Vinster, O = Oavgjorda, F = Förluster, +/- = Gjorda mål - Insläppta mål, MSK = Målskillnad, P = Poäng

## Slutspel om svenska mästerskapet

### Kvartsfinaler
- 19 mars 1994: Guldstaden IB-IBK Lockerud 4-3 (sudden death)
- 19 mars 1994: Fornudden IB-Örnsköldsviks SK 3-4
- 19 mars 1994: Carlskrona IF-Balrog IK 4-3 (sudden death)
- 19 mars 1994: IF NB 87-Jönköpings IK 3-4 (sudden death)
- 26 mars 1994: Balrog IK-Carlskrona IF 1-2 (Carlskrona IF vidare med 2-0 i matcher)
- 26 mars 1994: IBK Lockerud-Guldstaden IB 7-6
- 26 mars 1994: Örnsköldsviks SK-Fornudden IB 2-3
- 26 mars 1994: Jönköpings IK-IF NB 87 2-4
- 27 mars 1994: Jönköpings IK-IF NB 87 2-6 (IF NB 87 vidare med 2-1 i matcher)
- 27 mars 1994: Örnsköldsviks SK-Fornudden IB 5-7 (Fornudden IB vidare med 2-1 i matcher)
- 27 mars 1994: IBK Lockerud-Guldstaden IB 7-6 (IBK Lockerud vidare med 2-1 i matcher)

### Semifinaler
- 4 april 1994: IF NB 87-IF Fornudden 3-2 (sudden death)
- 4 april 1994: Carlskrona IF-IBK Lockerud 6-4
- 9 april 1994: IBK Lockerud-Carlskrona IF 4-1
- 9 april 1994: IF Fornudden-IF NB 87 2-1 (sudden death)
- 10 april 1994: IBK Lockerud-Carlskrona IF 6-5 (IBK Lockerud vidare med 2-1 i matcher)
- 10 april 1994: IF Fornudden-IF NB 87 3-2 (IF Fornudden vidare med 2-1 I matcher)

### Finaler
- 16 april 1994: IBK Lockerud-Fornudden IB 3-2 (sudden death)
- 23 april 1994: Fornudden IB-IBK Lockerud 4-3 (Fornudden IB svenska mästare med 2-0 i matcher)

Fornudden IB svenska mästare 1993/1994.